# Ковгановка
Ковгановка (укр. Ковганівка) — село на Украине, основано в 1788 году, находится в Брусиловском районе Житомирской области.
Код КОАТУУ — 1820982503. Население по переписи 2001 года составляет 130 человек. Почтовый индекс — 12613. Телефонный код — 4162. Занимает площадь 23,8 км².

## Адрес местного совета
12613, Житомирская область, Брусиловский р-н, с.Местечко, ул.Шляхова, 4